# Никишин, Дмитрий Тихонович
Дми́трий Ти́хонович Ники́шин (2 февраля 1910 — 16 апреля 2003) — советский военный лётчик и военачальник, участник похода Красной Армии на Западную Украину (1939), Советско-финской и Великой Отечественной войн, гвардии генерал-лейтенант авиации.

## Биография
Родился 2 февраля 1910 года в деревне Поляна Козельского уезда Калужской губернии (ныне Ульяновский район Калужская область). Отец — Никишин Тихон Ильич. Мать — Никишина Пелагея Фёдоровна. Супруга — Никишина Ольга Митрофановна (1913—1997). Дочь — Никишина Лариса Дмитриевна (1934 г. р.). Сын — Никишин Александр Дмитриевич (1938 г. р.). 

### Образование
- Ленинградская военно-теоретическая школа лётчиков ВВС РККА (1930)
- 2-я военная школа летчиков имени ОСОАВИАХИМа (1931)
- Военная академия командного и штурманского состава ВВС Красной Армии (1942)
- ВАК при Высшей военной академии им. К. Е. Ворошилова (1951)

После окончания семилетней школы обучался в Козельском педагогическом техникуме. В Красной Армии с июля 1929 года призван Плохинскоим РВК Западной области. Член ВКП(б) с 1931 года. Службу в РККА начал в июле 1929 года, поступив на учёбу в Ленинградскую военно-теоретическую школу лётчиков ВВС РККА, затем продолжил обучение во 2-ю военной школе лётчиков. По окончании школы в ноябре 1931 года назначен инструктором в 14-ю военную школу лётчиков в Энгельсе. С 1934 года проходил службу на лётных должностях в 7-м корпусном авиационном отряде, в 31-й скоростной бомбардировочной эскадрильи, вырос до командира эскадрильи 60-го скоростного бомбардировочного авиационного полка. После перехода на должность инспектора-лётчика по технике пилотирования и теории полёта Управления ВВС Харьковского военного округа, принимал участие в войсковых испытаниях нового самолёта-штурмовика Су-2 совместно с Генеральным конструктором Павлом Осиповичем Сухим. Участвовал в походе Красной Армии на Западную Украину в 1939 году. Участвовал в Советско-финской войне, воевал в составе особой авиационной группы Главного штурмана ВВС комбрига Стерлигова. Занимал должность командира эскадрильи бомбардировщиков СБ. На вооружение эскадрильи поступили новые СБ-2М-103. В 1940 году поступил в Военную академию командного и штурманского состава ВВС Красной Армии. Учился в одной группе с Василием Сталиным. Во время учёбы летал на Пе-2.

### Во время Великой Отечественной войны
С начала Великой Отечественной войны Д. Т. Никишин продолжал учиться в Военной академии командного и штурманского состава ВВС Красной Армии, затем с января 1942 года состоял в резерве Управления кадров ВВС при академии. С июня 1942 года — заместитель командира по лётной части, затем командир 3-й авиационной бригады РВГК. В состав бригады входил двадцать один истребительный, бомбардировочный и штурмовой авиаполк, дислоцированные на аэродромах Дядьково, Клин, Талдом, Вербилки, Ильинское, Борки, Ярославль, Дягилево. Бригада готовила лётчиков для фронта и прикрывала с воздуха объекты в северном Подмосковье и Ярославле.
С сентября 1942 года в Главном управлении боевой подготовки фронтовой авиации ВВС Красной Армии, где он прошёл путь от старшего инспектора-лётчика Управления бомбардировочной авиации до начальника этого управления. Д. Т. Никишин непосредственно вылетал в авиационные части на фронт, где обучал лётный состав ведению боевых действий на самолётах-бомбардировщиках.

.. с 1942 года по 1.1.1943 г. в должности командира 3-й резервной авиационной бригады РГК. Подготовил 23 авиаполка.… Под его руководством и его непосредственным участии вся бомбардировочная авиация, вооруженная самолетами Пе-2, обучена бомбометанию методом пикирования, а вооруженная самолётами Бостон — с планирования, что резко повысило эффективность боевых ударов по противнику…— Из наградного листа на награждение орденом Ленина
С 10 марта 1943 года полковник Д. Т. Никишин — командир 6-го гвардейского бомбардировочного авиационного корпуса 2-й воздушной армии 2-го Украинского фронта, который участвовал в Верхнесилезской, Берлинской и Пражской наступательных операциях. За образцовое выполнение заданий командования при взятии Берлина и проявленные при этом доблесть и мужество корпус и Д. Т. Никишин были награждены орденом Суворова 2-й степени.
7 мая 1945 года Никишин был представлен командующим 2-й воздушной армией генерал-полковником авиации Красовским С. А. к званию Герой Советского Союза, но Указом Президиума Верховного Совета СССР был награждён орденом Суворова 2 степени.

### Участие в операциях и битвах
Участвовал в боевых действиях при обороне Ленинграда, Заполярья, в Курской, Миусской, Новороссийской, Севастопольской, Львовско-Сандомирской, Ельнинско-Дорогобужской, Шяуляйской, Висло-Одерской, Пловдивской, Оппельской, Ратиборской операциях, в ликвидации группировок противника в Курляндии, Глогау, Бреслау, Котбусе. Как командир 6-го гвардейского бомбардировочного авиационного корпуса участвовал в операциях:
- Верхне-Силезская операция — с 15 марта 1945 года по 31 марта 1945 года
- Берлинская операция — с 16 апреля 1945 года по 8 мая 1945 года
- Пражская операция — с 6 мая 1945 года по 11 мая 1945 года

### После войны
После войны Д. Т. Никишин в прежней должности — командир 6-го гвардейского бомбардировочного авиационного корпуса в Центральной группе войск вплоть до расформирования корпуса.
- с ноября 1948 г. — командир 7-го Хинганского бомбардировочного авиационного корпуса 9-й воздушной армии в составе Приморского военного округа на Ляодунском полуострове в Китае (10.01.1949 г. переименован в 83-й Хинганский смешанный авиационный корпус)
- с декабря 1949 г. — слушатель Высшей военной академии им. К. Е. Ворошилова
- в октябре 1951 г. назначен командующим ВВС, он же начальник авиационного отдела Беломорского военного округа (г. Архангельск)
- с декабря 1952 г. — командующий ВВС Беломорского Военного Округа
- с августа 1953 г. — помощник командующего 76-й воздушной армией Ленинградского военного округа
- с января 1956 г.— командующий 76-й воздушной армией Ленинградского военного округа
- с февраля 1960 г. — первый заместитель командующего 22-й воздушной армией Северного военного округа (г. Петрозаводск)
- с октября 1960 г. — командующий ВВС и член Военного совета Сибирского военного округа
- с февраля 1964 г.— начальник авиации округа и отдела авиации Сибирского военного округа, в 1966 году стоял у истоков создания Барнаульского Высшего Военного авиационного училища лётчиков[5]
- с ноября 1965 г.— вновь командующий авиацией Сибирского военного округа
- с сентября 1968 г. — заместитель начальника Военно-воздушной инженерной академии им. профессора Н. Е. Жуковского по оперативно-тактической подготовке
- с этой должности уволен в запас
- с октября1970 — в запасе[2]
- с 1972 по 1976 г. — заместитель начальника отдела обеспечения регулярности полетов Министерства гражданской авиации СССР
- с 1976 г. — председатель Совета ветеранов 6-го гвардейского Львовского Краснознаменного ордена Суворова бомбардировочного авиационного корпуса

За период службы в ВВС налетал более 3100 часов, выполнив более 7600 полетов, освоил более 56 типов самолётов и вертолётов.
Жил в Москве, в своей квартире на улице Верхняя Масловка, дом 21. 
Умер 16 апреля 2003 года. Похоронен на Введенском кладбище.

### Воинские звания
- гвардии генерал-майор авиации —27 июня 1945 года, Приказ № 1511
- гвардии генерал-лейтенант авиации — 26 ноября 1956 года, Приказ № 1532

## Награды
| - орден Ленина - орден Ленина (19.08.1944 г.) - орден Красного Знамени (23.09.1943 г.) - орден Красного Знамени (1940 г.) - орден Красного Знамени (1943 г.) - орден Красного Знамени (1944 г.) - Орден Жукова (04.05.1995 г.) - орден Суворова 2 степени (25.05.1945 г.) | - орден Отечественной войны 1 степени - орден Отечественной войны 1 степени (06.04.1985 г.) - орден Красной Звезды (03.11.1944) - Медаль За оборону Кавказа - Медаль «За освобождение Праги» - медали (более 50-ти) - знак «50 лет пребывания в КПСС» - иностранные ордена |

## Память
- Незадолго до смерти Д. Т. Никишин написал мемуары «Страницы биографии военного летчика»[8].